# Jan Bularski

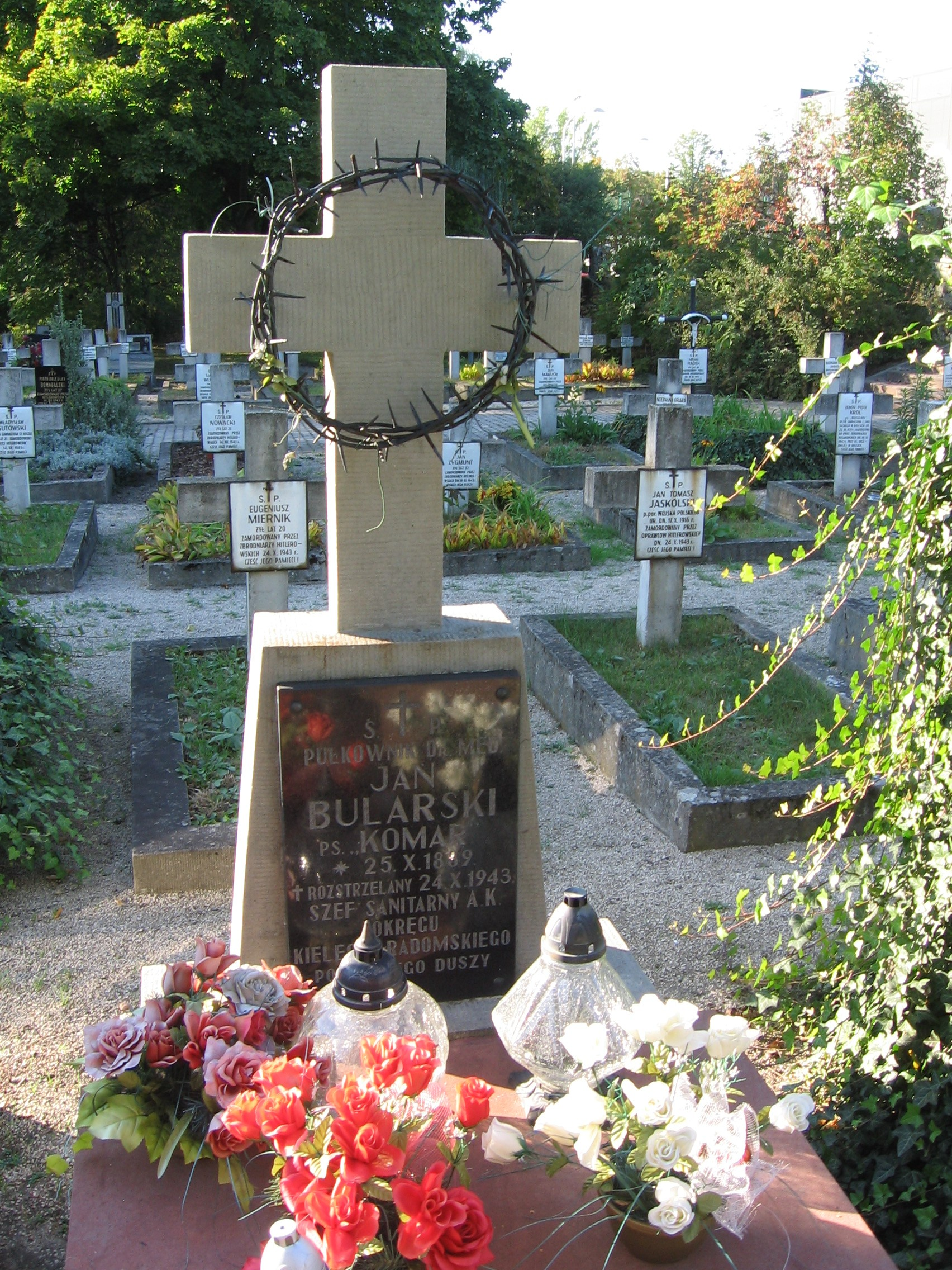
Grób Jana Bularskiego na Cmentarzu Partyzanckim w Kielcach (na drugim planie mogiły, zamordowanych wraz z nim – Eugeniusza Miernika i ppor. Jana Tomasza Jaskólskiego)

Jan Kapistran Bularski, ps. Komar (ur. 25 października 1889 w Porębie Mrzygłodzkiej, zm. 24 października 1943 na Słowiku) – polski lekarz internista, doktor wszech nauk medycznych, podpułkownik lekarz Wojska Polskiego, szef sanitarny Kielecko-Radomskiego Okręgu Armii Krajowej „Jodła”.

## Życiorys
Pochodził z Poręby Mrzygłodzkiej, w mieście tym uczęszczał do szkoły powszechnej. W 1912 roku zdał maturę w gimnazjum męskim w Zawierciu. Następnie rozpoczął studia medyczne na Uniwersytecie Warszawskim, jednak musiał je przerwać z powodu wybuchu I wojny światowej. Dyplom lekarski uzyskał ostatecznie w 1917. Później przeprowadził się do Kielc, gdzie zamieszkał w domu przy ul. Kapitulnej.
W 1918 roku wstąpił do wojska, następnie został młodszym lekarzem 4 pułku piechoty Legionów. W stopniu kapitana brał udział w wojnie z bolszewikami. W 1922 roku otrzymał dyplom doktora wszech nauk medycznych. W tym samym roku został zweryfikowany do stopnia kapitana w korpusie oficerów zawodowych lekarzy ze starszeństwem z dniem 1 czerwca 1919 roku. W 1924 roku służył w 10 baonie sanitarnym z przydziałem jako lekarz w Szpitalu Rejonowym w Kielcach. Później, już jako major, ze starszeństwem z dniem 1 stycznia 1927 roku, został lekarzem macierzystego pułku, naczelnym lekarzem kieleckiego garnizonu i komendantem Garnizonowej Izby Chorych przy ul. Sienkiewicza. W dwudziestoleciu międzywojennym prowadził również prywatną praktykę. Był lekarzem domowym Ubezpieczalni Społecznej w Kielcach.
Po rozpoczęciu II wojny światowej został komendantem szpitala polowego. Następnie znalazł się w niemieckiej niewoli, jednak, jako lekarz, został zwolniony. Następnie rozpoczął działalność  konspiracyjną. W stopniu podpułkownika rozpoczął pracę na stanowisku szefa sanitarnego Kielecko-Radomskiego Okręgu AK „Jodła”. W czasie okupacji pomagał rodzinom poległych osób, wysyłał paczki żywnościowe do pozostających w niewoli żołnierzy, rozprowadzał zrzuty lotnicze, zajmował się również przygotowaniem służby zdrowia na wypadek Akcji „Burza”. Ponadto w jego mieszkaniu odbywało się tajne nauczanie.
15 października 1943 roku został aresztowany wraz z żoną i córką przez Gestapo; trafił do kieleckiego więzienia. 24 października, wraz z dziewięcioma innymi osobami, został rozstrzelany przez Niemców na Słowiku. Pośmiertnie został awansowany na stopień pułkownika. Dwa lata później jego ciało ekshumowano i przeniesiono na Cmentarz Partyzancki w Kielcach.
Na Słowiku (obecnie część Kielc), po zachodniej stronie ul. Krakowskiej, znajduje się pomnik upamiętniający dziesięciu Polaków, w tym Jana Bularskiego, rozstrzelanych przez Niemców. W lutym 2008 roku Rada Miasta Kielce podjęła decyzję o nazwaniu jego imieniem skweru znajdującego się w centrum miasta, po wschodniej stronie ul. Stanisława Staszica. 24 października 2009 odsłonięto na murze dawnego pałacu biskupiego, od strony ul. Kapitulnej, gdzie znajdował się dom, w którym mieszkał, poświęconą mu tablicę.

## Ordery i odznaczenia
- Złoty Krzyż Zasługi – 10 listopada 1938 „za zasługi w służbie wojskowej”[10]